# Hippoporina harmsworthi
Hippoporina harmsworthi är en mossdjursart som först beskrevs av Campbell Easter Waters 1900.  Hippoporina harmsworthi ingår i släktet Hippoporina, och familjen Bitectiporidae. Inga underarter finns listade.